# Умиков, Захарий Нерсесович
Захарий Нерсесович Умиков (1906—2004) — советский учёный, конструктор, специалист в области практической гидроакустики.

## Биография
Родился 19 февраля 1906 в Тифлисе (ныне Тбилиси, Грузия).
Окончил Тифлисский политехнический техникум (1924) и Ленинградский электротехнический институт (1932).
Одновременно с учёбой работал техником на заводах «Светлана» и «Красная Заря» и сконструировал прибор, на основе которого были созданы армейские миноискатели. Создал несколько типов микрофонов для военной промышленности. На IV курсе (1929) зачислен на должность инженера в гидроакустической лаборатории при заводе им. Кулакова, занимался разработкой гидроакустической аппаратуры для морского флота.
С 1936 главный конструктор ОКР «Орион», создал первую комплексную станцию для подводных лодок.
Был главным конструктором проекта завода морского приборостроения «Водтрансприбор».
С 1949 года конструктор НИИ-3 Министерства судостроительной промышленности (с 1966 ЦНИИ «Морфизприбор»). Разработал первый в СССР ультразвуковой эхолот.
Автор более 40 изобретений. Был известным филателистом.
Умер в 2004 году в Санкт-Петербурге.

## Награды и премии
- Сталинская премия III степени (14 марта 1941) — за изобретение прибора ультразвуковой связи
- Сталинская премия III степени (1949) — за создание нового образца вооружения (обеспечения неконтактного подрыва якорных мин под кораблем)
- орден Красной Звезды